# Hibana (magazine)
Pour les articles homonymes, voir Hibana.
Hibana (ヒバナ), parfois typographié HiBaNa, est un magazine de prépublication de mangas mensuel de type seinen publié par Shōgakukan. Créé en tant qu'édition spéciale du Big Comic Spirits pour remplacer le Monthly Ikki disparu en septembre 2014, il paraît entre le 6 mars 2015 et le 7 août 2017,.